# Procida
Procida là một đô thị của Ý. Đô thị này thuộc tỉnh Napoli trong vùng Campania. Procida có diện tích km2, dân số theo ước tính năm 2010 của Viện thống kê quốc gia Ý là hơn mười ngàn người. 
Các đơn vị dân cư:
Đô thị Procida giáp với các đô thị: